# Епархия Бергамо
Епархия Бергамо (лат. Dioecesis Bergomensis, итал. Diocesi di Bergamo) — епархия Римско-католической церкви с центром в городе Бергамо, Италия. Входит в состав митрополии Милана. Управляется с 22 января 2009 года епископом Франческо Бески (итал. Francesco Beschi)

## Покровители
Наряду со Святым Александром, покровителями епархии являются святые Фирм и Рустик, Амвросий Медиоланский, Грегорио Барбариго, Грата из Бергамо.

## История

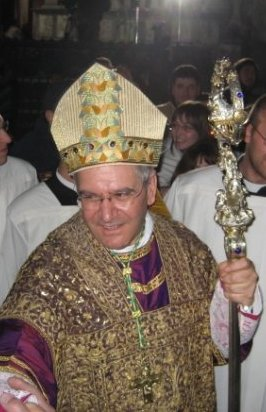
Епископ Франческо Бески

Основание епархии относится к IV веку, известно, что святой Амвросий Медиоланский был консекратором третьего епископа Бергамо, предположительно им был Доминатор Брешианский.
С IX века в городе было два кафедральных собора, один в честь Святого Александра и другой в честь Святого Викентия, что порождало постоянные конфликты между члеми двух разных Капитулов, пока в 1561 году венецианцы не разрушили древний собор Св. Александра по военным соображениям.
В начале XVII века епископ Джованни Эмо (итал. Giovanni Emo) объединил оба капитула и, далее, преосвященный Грегорио Барбариго, получив от папы Иннокентия XI буллу «итал. Exponi Nobis» от 18 августа 1697 года, установил единственный собор, посвященный Святому Александру.
Кафедральный капитул имел привилегии управлять епархией в вакантный период и избирать нового епископа, так продолжалось до 1251 года, когда впервые, по случаю избрания Альгизио да Рошиате (итал. Algisio da Rosciate), эту прерогативу взял на себя сам Папа.
Следуя указаниям Тридентского собора 1 октября 1567 года в Бергамо была основана епархиальная семинария, которая стала седьмой католической семинарией в Италии и в мире.
С 8 по 12 сентября 1920 года в Бергамо проходил шестой Итальянский национальный евхаристический конгресс .

## Персоны связанные с епархией Бергамо
- Грата из Бергамо († 307) — святая;
- Нарн Бергамский († 345) — епископ;
- Виатор Бергамский († 370) — епископ;
- Иоанн Бергамский († 688) — священномученик;
- Пьетро Бембо (1470—1547) — епископ;
- Грегорио Барбариго (1625—1697) — епископ;
- Леандро ди Порца (1672—1740) — епископ;
- Анджело Май (1782—1854) — кардинал, филолог;
- Алоизий Палаццоло (1827—1886) — святой;
- Д. М. Радини Тедески (1857—1914) — епископ;
- Иоанн XXIII (1881—1963) — папа;
- Густаво Теста (1886—1969) — кардинал, дипломат, востоковед;
- Романо Скальфи (1923—2016) — не будучи священником епархии Бергамо, проживал и руководил деятельностью ассоциации «Христианская Россия» на вилле «Амбивери» в Сериате, являющейся собственностью епархии Бергамо;
- Пьербаттиста Пиццабалла (род. 1965) — латинский патриарх Иерусалима.